# Rangsdorfer See

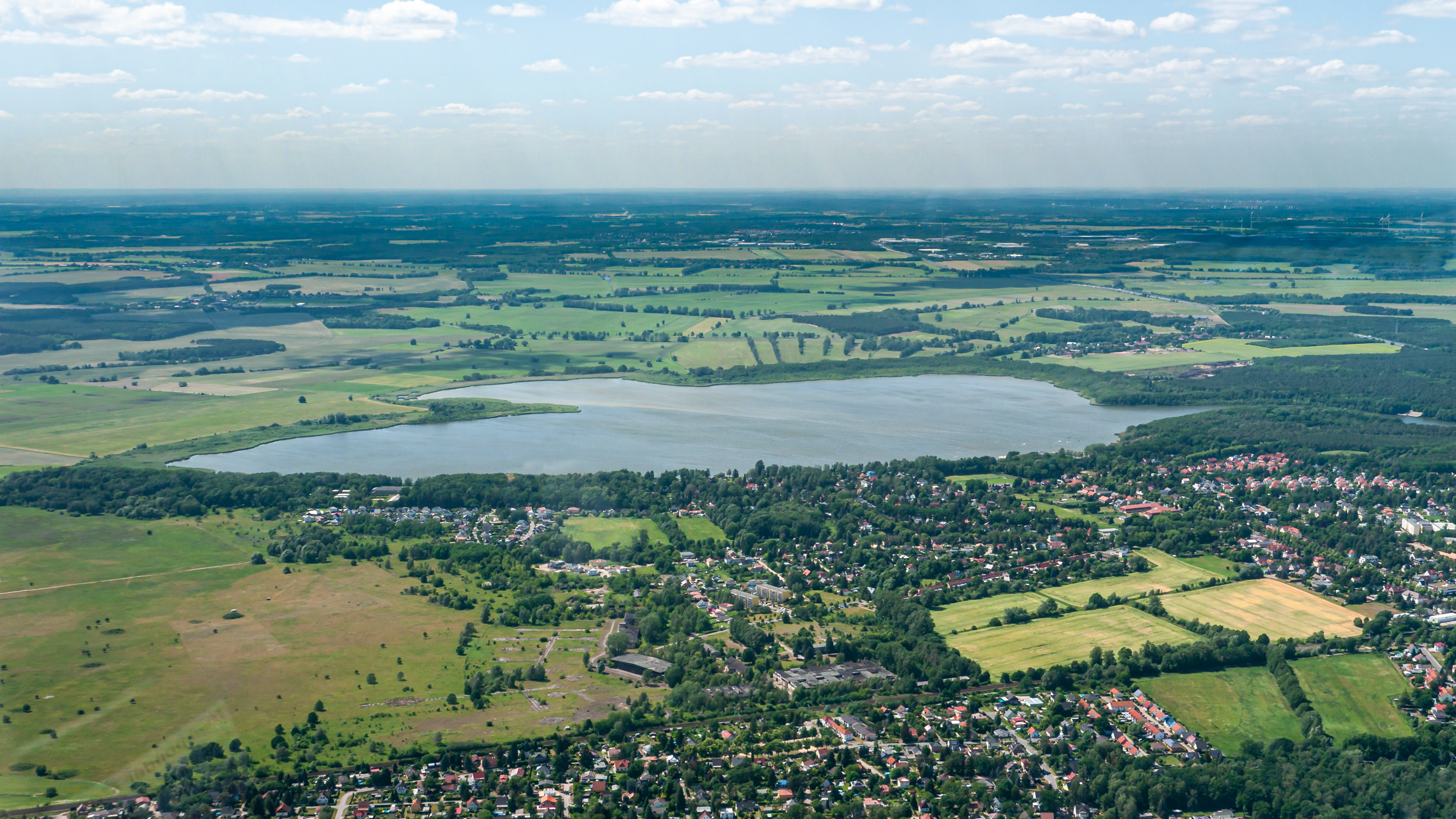
Rangsdorfer See

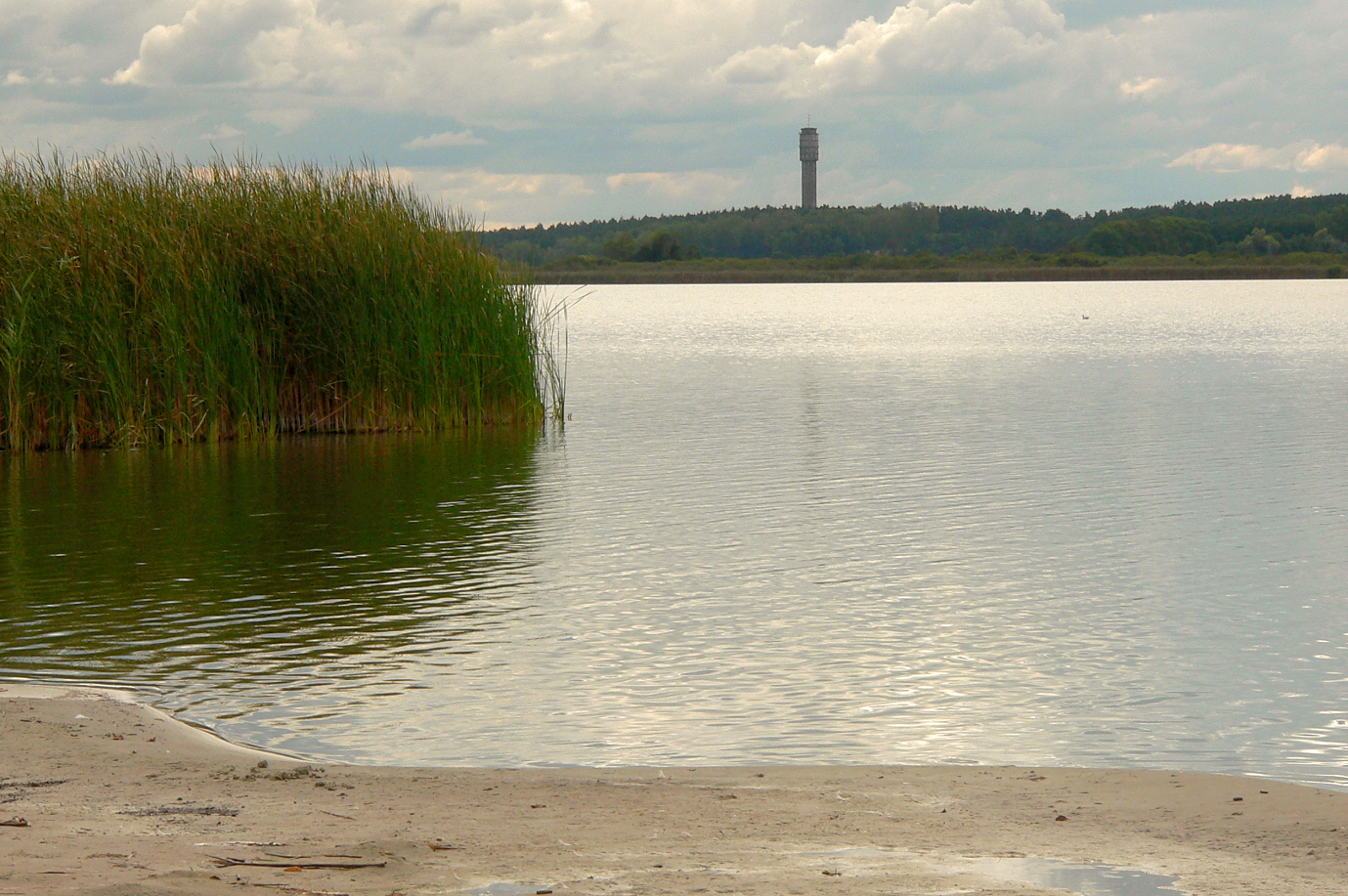
Der Rangsdorfer See im Abendlicht

Der Rangsdorfer See ist ein südlich von Berlin gelegener natürlicher See im Landkreis Teltow-Fläming. Er ist Kernstück des Naturschutzgebietes Rangsdorfer See. Der See ist im Sommer ein beliebtes Wassersportrevier, im Winter auch für Eissegeln und andere Eissportarten. Der Wasserstand des Rangsdorfer See ist rückläufig. Der See droht in den nächsten 150 Jahren vollständig zu verlanden. Nutzungseinschränken sollen bereits in 50–70 Jahren entstehen. Zur Rettung des Rangsdorfer Sees hat sich ein gemeinnütziger Verein  gegründet.  Im Jahr 2008 nahm der Kreistag Teltow-Fläming einstimmig einen Antrag an, um die fünf großen Seen im Kreis, – den Rangsdorfer See, den Mellensee, den Großen Wünsdorfer See, den Blankensee und den Siethener See in den kommenden 30 Jahren zu sanieren.

## Geographie
Der Rangsdorfer See liegt ungefähr zehn Kilometer Luftlinie von der südlichen Stadtgrenze Berlins. Seine Ausdehnung beträgt ca. vier Kilometer in Nord-Süd-Richtung und zwei Kilometer in Ost-West-Richtung. Er liegt unmittelbar westlich des Ortes Rangsdorf und südlich von Jühnsdorf (Gemeinde Blankenfelde-Mahlow). Der einzige größere Zufluss ist der Glasowbach, der in die Krumme Lanke im Norden des Sees mündet. Über die Krumme Lanke hatte er Verbindung mit dem früheren Blankenfelder See. Der See hat eine Fläche von 272 ha ist durchschnittlich nur 1,5 m tief, mit einer maximalen Tiefe von 2,5 m. Der Seespiegel liegt im Durchschnitt auf 36,1 m. Der Zülowkanal ist der einzige Abfluss, der den See über den Nottekanal mit der Dahme bei Königs Wusterhausen verbindet. Der See ist über den Bahnhof Rangsdorf (RB-Halt etwa alle 60 Minuten) und die Anschlussstelle Rangsdorf der Bundesautobahn 10 zu erreichen.

## Geschichte
Der Rangsdorfer See wurde früher auch Fehlen, Vehlen oder Vehlin genannt. In einer Lehensbestätigung über das Dorf Rangsdorf heißt es: „… der große See Fehlen genannt nebst der Lanke“. In anderen Nennungen wird er auch der Große Vehling oder Wehling, zur Unterscheidung vom Kleinen Vehling oder Wehling, der heutige Pfählingsee bei Dabendorf (Stadt Zossen) genannt.

## Entstehung
Der See ist nach der letzten Eiszeit entstanden. Die Senke, in der der See liegt, befindet sich in der sogenannten Mellensee-Schmelzwasser-Rinne. Sie ist mit bis zu 15 m Sedimenten gefüllt.
Der See droht durch seine geringe Tiefe zu verlanden. Er ist hypertroph. Die Fauna ist bereits stark verarmt, der Zustand wird als schlecht kategorisiert. Im Winter 2009/2010 kam es aufgrund der langen Eisbedeckung und durch den niedrigen Sauerstoffgehalt im Wasser zu einem Fischsterben im Rangsdorfer See, dessen Ausmaß erst im März 2010 nach Schmelzen des Eises sichtbar wurden. Über 300 Tonnen tote Fische mussten mit einem Kostenaufwand von 40.000 Euro geborgen und entsorgt werden.

## Touristische Nutzung
Am Seeufer von Rangsdorf gibt es einige touristische Einrichtungen. Um den See herum besteht jedoch kein durchgehend ufernaher Wanderweg, da sich im Süden die Luchwiesen anschließen. Der ausgeschilderte etwa 18 km lange Rad- und Wanderweg Rangsdorfer See führt weiträumig durch die Zülow-Niederung. In Rangsdorf werden Möglichkeiten zum Angeln, Rudern, Surfen, Segeln und Tretboot-Fahren angeboten, außerdem besteht ein kleiner Sandstrand. Seine geringe Tiefe hat zur Folge, dass er relativ früh im Jahr zufriert; dweswegen ist er bei Schlittschuhläufern und Eisseglern beliebt. An der Nordspitze des Sees befindet sich der 62 m ü. NN Hohe Weinberg, dessen Name auf den früheren Weinanbau bis in diese nördlichen Regionen hinweist.

## Sportliche Nutzung
Bekannt ist der Rangsdorfer See für seine ausgezeichneten Bedingungen, die er im Winter dem Eissegeln bietet. Im Sommer veranstalten die beiden ansässigen Sportvereine Rangsdorfer Segelgemeinschaft 53 und der Seesportclub Rangsdorf Regatten für die Bootsklassen Pirat und OK-Jolle sowie Kutter der Klasse ZK 10.

## Schutzgebiete
Der westliche Teil des Sees gehört zum 670 ha großen Naturschutzgebiet Rangsdorfer See und zum Europäischen Vogelschutzgebiet Nuthe-Nieplitz-Niederung. Er liegt zur Gänze im Landschaftsschutzgebiet Notte-Niederung. Im Herbst und Frühjahr ist der See Rastplatz für zirka 40000 Zugvögel, vor allem Wildgänse und Kraniche.